# Edmund March Blunt

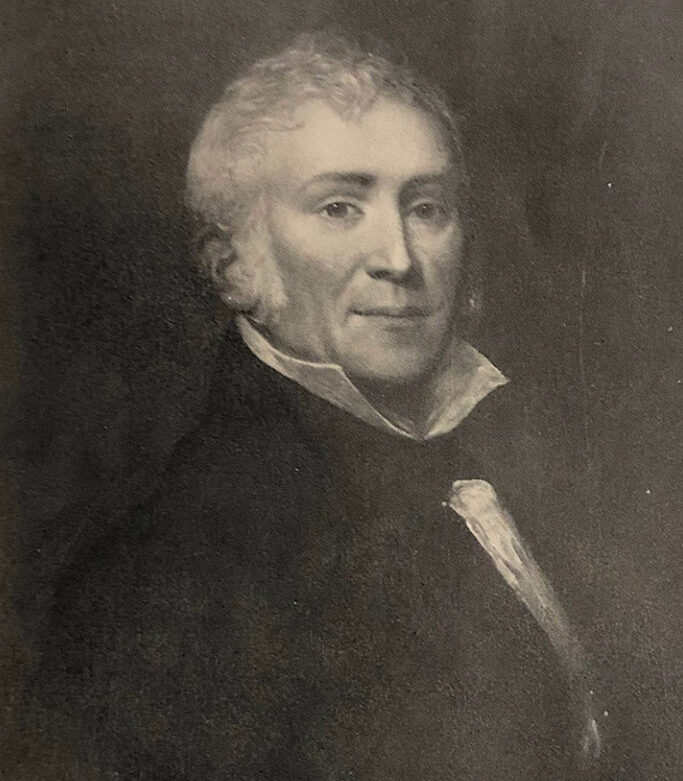
Edmund March Blunt

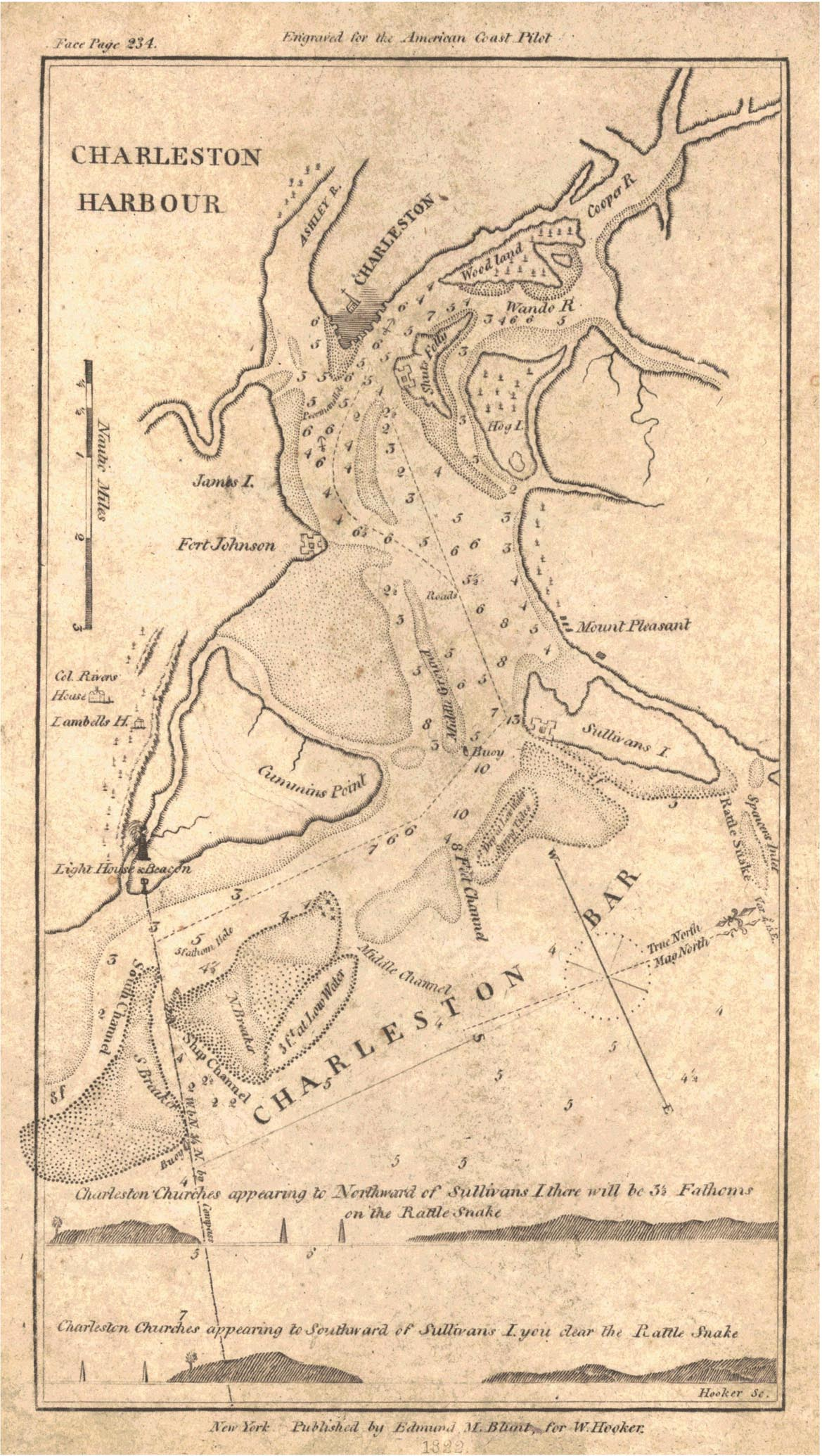
Blunt anno 1822: Der Hafen von Charleston (South Carolina)

Edmund March Blunt (* 20. Juni 1770 in Portsmouth (New Hampshire); † 4. Januar 1862 in Ossining) war ein US-amerikanischer Kartograph, Hydrograph und Verleger.

## Leben
Edmund Blunt, der Sohn von William Blunt (1741–1795) und dessen Ehefrau Elizabeth March (1743–1828), gab von 1793 bis 1796 die Tageszeitung Newburyport Herald heraus. 1796 folgte sein geodätisch-hydrographisches Land- und Seekartenwerk American Coast Pilot. Es enthält die Beschreibung insbesondere atlantischer US-Häfen. Blunt überarbeitete das Konvolut bis 1857 fortlaufend. Er fügte später Beschreibungen der Küsten des Pazifischen und Indischen Ozeans bei. Dieses Werk wurde bis 1867 einundzwanzigmal aufgelegt und in etliche europäische Sprachen übersetzt.
Blunt heiratete 1793  Sarah Sally Ross (1769–1838). Von den Kindern, die das Paar bekam, wurden die vier Söhne bekannt – die zwei Rechtsanwälte und Politiker Joseph Blunt (1792–1860) und Nathaniel Bowditch Blunt (1804–1854) sowie der Hydrograph Edmund Blunt (1799–1866) und der Herausgeber von Seekarten George William Blunt (1802–1878). Die beiden Letzteren traten in die Fußstapfen des Vaters.
Edmund Blunt fand die letzte Ruhe auf dem Sparta Friedhof in Ossining.

## Werke (Auswahl)
- American Coast Pilot. Newburyport 1796 (archive.org, 10. Aufl. New York 1822)
- Blunt’s stranger’s guide to the city of New-York. New York 1817 (archive.org, Aufl. anno 1825 bei A.T. Goodrich)

## Ehrung
- In der Antarktis gibt es einen Mount Blunt.